# Вја д'Анунцио (Варезе)
Вја д'Анунцио је насеље у Италији у округу Варезе, региону Ломбардија.
Према процени из 2011. у насељу је живело 18 становника. Насеље се налази на надморској висини од 283 м.